# Anne Jeffreys
Anne Jeffreys, pseudonimo di Anne Carmichael (Goldsboro, 26 gennaio 1923 – Los Angeles, 27 settembre 2017), è stata un'attrice, soprano e modella statunitense.

## Biografia
Anne Jeffreys intraprese la carriera artistica in giovane età, prima come cantante e, durante l'adolescenza, come indossatrice per l'agenzia di moda newyorkese di John Robert Powers. La sua apparizione nel musical teatrale Fun for the Money le valse una scrittura nel film Musica sulle nuvole (1942), interpretato da Jeanette MacDonald e Nelson Eddy, pellicola con la quale la diciannovenne Jeffreys fece il suo debutto sul grande schermo. Nello stesso anno apparve in alcuni brevi ruoli non accreditati, tra cui quello di un'infermiera ne I falchi di Rangoon, accanto a John Wayne.
Durante gli anni quaranta l'attrice fu sotto contratto sia con la Republic Pictures che con la RKO, interpretando ruoli in diversi B-movie. Nel 1944 fu Miss Abbott nel musical Hotel Mocambo, al fianco del giovane Frank Sinatra, e l'anno successivo interpretò Jean La Danse nella commedia horror Zombies on Broadway (1945). Apparve inoltre in Dick Tracy (1945), in cui impersonò Tess Trueheart, ruolo che riprese in una delle successive pellicole della serie, Dick Tracy contro Cueball (1946).
Nella seconda metà del decennio le apparizioni sul grande schermo dell'attrice si diradarono. Dopo Riffraff (1947), al fianco di Pat O'Brien, e i western Frontiere selvagge (1947) e Gli avvoltoi (1948), la Jeffreys intraprese la strada del teatro. Fu protagonista in diversi successi a Broadway, nel 1947 nell'opera Street Scene, l'anno seguente nel musical di Cole Porter Kiss Me, Kate, e nel 1952 in un altro musical, Three Wishes for Jaimie.
Ma fu il piccolo schermo a presentarle la migliore opportunità per il prosieguo della carriera. Dal 1953 al 1955 la Jeffreys interpretò Marion Kerby nella serie televisiva Topper, formando con il marito Robert Sterling l'allegra coppia di fantasmi che era stata già protagonista di una delle più note commedie cinematografiche degli anni trenta, La via dell'impossibile (1937), con le interpretazioni di Cary Grant e Constance Bennett. L'attrice e Sterling furono protagonisti anche della serie Love That Jill, in tredici episodi prodotti nel 1958 e, più tardi, di un episodio di Love, American Style (1972).
Sporadici furono i ritorni sul grande schermo, prima nella commedia brillante Venere in pigiama (1962), poi nel film drammatico Panico nella città (1968). Più frequenti le apparizioni televisive durante gli anni sessanta, in serie popolari come Carovane verso il West (1957-1962), Il dottor Kildare (1965), Bonanza (1966), Io e i miei tre figli (1969). La Jeffreys rimase un'interprete essenzialmente televisiva anche nel decennio successivo. Per la serie The Delphi Bureau ottenne nel 1972 una nomination al Golden Globe, e apparve in episodi di Sulle strade della California (1975-1976), Vega$ (1979), e Galactica (1979), recitando accanto a Fred Astaire nell'episodio The Man with Nine Lives.
L'attrice ebbe un periodo di intensa attività negli anni ottanta, prima con il ruolo di Amanda Croft nel noto serial Falcon Crest, nel quale apparve durante la stagione 1982-1983, quindi con la parte di Rita Hargrove, collaboratrice dell'agenzia investigativa condotta da Anthony Franciosa in Detective per amore (23 episodi nella stagione 1984-1985). Altre apparizioni di rilievo furono quelle in General Hospital (1985) e in La signora in giallo (1986).
Da ricordare, fra le sue ultime interpretazioni, quella di Irene Buchannon, la madre di David Hasselhoff nella popolare serie televisiva Baywatch, in episodi prodotti tra il 1993 e il 1998. La sua ultima apparizione cinematografica è quella nel film di coproduzione italiana Vento di Sicilia di Carlo Fusco, uscito nel 2012.

## Vita privata
Il primo matrimonio con Joseph R. Serena, celebrato nel 1945, terminò nel 1949 con il divorzio. Nel 1951 la Jeffreys si risposò con l'attore Robert Sterling, da cui ebbe tre figli, Jeffrey, Dana e Tyler. Il matrimonio con Sterling, con il quale apparve più volte sul piccolo schermo, durò fino alla morte dell'attore, avvenuta nel 2006.

## Filmografia

### Cinema
- Il mistero dei tre sosia (Billy the Kid Trapped), non accreditata, regia di Sam Newfield (1942)
- Yokel Boy, non accreditata, regia di Joseph Santley (1942)
- Tarzan a New York (Tarzan's New York Adventure), non accreditata, regia di Richard Thorpe (1942)
- Moonlight Masquerade, non accreditata, regia di John H. Auer (1942)
- Olaf Laughs Last, cortometraggio, regia di Jules White (1942)
- Musica sulle nuvole (I Married an Angel), regia di W. S. Van Dyke (1942)
- Joan of Ozark, regia di Joseph Santley (1942)
- The Old Homestead, regia di Frank McDonald (1942)
- I falchi di Rangoon (Flying Tigers), non accreditata, regia di David Miller (1942)
- X Marks the Spot, regia di George Sherman (1942)
- Chatterbox, regia di Joseph Santley (1943)
- Calling Wild Bill Elliott, regia di Spencer Gordon Bennet (1943)
- The Man from Thunder River, regia di John English (1943)
- L'incubo del passato (Crime Doctor), non accreditata, regia di Michael Gordon (1943)
- Bordertown Gun Fighters, regia di Howard Bretherton (1943)
- Wagon Tracks West, regia di Howard Bretherton (1943)
- Overland Mail Robbery, regia di John English (1943)
- Death Valley Manhunt, regia di John English (1943)
- Mojave Firebrand, regia di Spencer Gordon Bennet (1944)
- Hidden Valley Outlaws, regia di Howard Bretherton (1944)
- Hotel Mocambo (Step Lively), regia di Tim Whelan (1944)
- Nevada, regia di Edward Killy (1944)
- Lo sterminatore (Dillinger), regia di Max Nosseck (1945)
- Zombies on Broadway, regia di Gordon Douglas (1945)
- Scintille tra due cuori (Those Endearing Young Charms), regia di Lewis Allen (1945)
- Canta quando torni a casa (Sing Your Way Home), regia di Anthony Mann (1945)
- Dick Tracy, regia di William Berke (1945)
- Ding Dong Williams, regia di William Berke (1946)
- Step by Step, regia di Phil Rosen (1946)
- Genius at Work, regia di Leslie Goodwins (1946)
- Dick Tracy contro Cueball (Dick Tracy vs. Cueball), regia di Gordon Douglas (1946)
- Vacation in Reno, regia di Leslie Goodwins (1946)
- Frontiere selvagge (Trail Street), regia di Ray Enright (1947)
- Riff Raff, regia di Ted Tetzlaff (1947)
- Gli avvoltoi (Return of the Bad Men), regia di Ray Enright (1948)
- Venere in pigiama (Boys' Night Out), regia di Michael Gordon (1962)
- Panico nella città (Panic in the City), regia di Eddie Davis (1968)
- Southern Double Cross, regia di Don Edmonds (1976)
- Ma chi me l'ha fatto fare (Clifford), regia di Paul Flaherty (1994)
- Richard III, regia di Scott Anderson (2007)
- Vento di Sicilia, regia di Carlo Fusco (2012)

### Televisione
- Four Star Revue – serie TV, 1 episodio (1951)
- Musical Comedy Time – serie TV, 1 episodio (1951)
- Max Liebman Presents: The Merry Widow – film TV (1955)
- Topper – serie TV, 78 episodi (1953-1955)
- Max Liebman Presents: Dearest Enemy – film TV (1955)
- Lux Video Theatre – serie TV, 1 episodio (1956)
- Star Stage – serie TV, 1 episodio (1956)
- The Red Skelton Show – serie TV, 1 episodio (1956)
- The 20th Century-Fox Hour – serie TV, episodio 2x12 (1957)
- Cavalcade of America – serie TV, 1 episodio (1957)
- Telephone Time – serie TV, episodio 3x03 (1957)
- The Polly Bergen Show – serie TV, 1 episodio (1958)
- Love That Jill – serie TV, 13 episodi (1958)
- Lux Playhouse – serie TV, 1 episodio (1959)
- The Bob Cummings Show – serie TV, 2 episodi (1959)
- Carovane verso il West (Wagon Train) – serie TV, 2 episodi (1957-1962)
- Two's Company – film TV (1965)
- Il dottor Kildare (Dr. Kildare) – serie TV, 1 episodio (1965)
- Bonanza – serie TV, episodio 7x28 (1966)
- Organizzazione U.N.C.L.E. (The Man from U.N.C.L.E.) – serie TV, 1 episodio (1966)
- Ghostbreakers, regia di Don Medford – film TV (1967)
- Tarzan – serie TV, episodio 2x01 (1967)
- Io e i miei tre figli (My Three Sons) – serie TV, episodio 9x17 (1969)
- Bright Promise – serie TV (1971)
- The Delphi Bureau – serie TV (1972)
- Love, American Style – serie TV, 1 episodio (1972)
- Sulle strade della California (Police Story) – serie TV, 2 episodi (1975-1976)
- Angeli volanti (Flying High) – serie TV, 1 episodio (1978)
- Galactica (Battlestar Galactica) – serie TV, episodio 1x17 (1979)
- Vega$ – serie TV, 1 episodio (1979)
- Buck Rogers – serie TV, 1 episodio (1979)
- Mendicante ladro (Beggarman, Thief) – film TV (1979)
- Mago Merlino (Mr. Merlin) – serie TV, 1 episodio (1982)
- Fantasilandia (Fantasy Island) – serie TV, 3 episodi (1978-1982)
- Falcon Crest – serie TV, 7 episodi (1982-1983)
- Matt Houston – serie TV, 1 episodio (1983)
- Hotel – serie TV, 1 episodio (1984)
- Detective per amore (Finder of Lost Loves) – serie TV, 23 episodi (1984-1985)
- La signora in giallo (Murder, She Wrote) – serie TV, episodio 2x18 (1986)
- Avvocati a Los Angeles (L.A. Law) – serie TV, 1 episodio (1992)
- L'amore non muore mai (A Message from Holly) – film TV (1992)
- Baywatch – serie TV, 5 episodi (1993-1998)
- Port Charles – serie TV, 17 episodi (1999-2003)
- General Hospital – serie TV, 361 episodi (1984-2004)
- Meurtre à l'Empire State Building – film TV (2008)
- Getting On – serie TV, 1 episodio (2013)

## Doppiatrici italiane
- Dhia Cristiani in Frontiere selvagge
- Marcella Rovena in Gli avvoltoi
- Daniela Gatti in Detective per amore
- Angiolina Quinterno in Baywatch
- Anna Teresa Eugeni in General Hospital (1ª voce)
- Sara Di Nepi in General Hospital (2ª voce)